# Álvaro XI av Kongo
Álvaro XI av Kongo, död 1778, var kung av Kongo mellan 1764 och 1778.